# لوئی کهتر
لوئی کهتر (به فرانسوی:Louis le Jeune، به آلمانی:Ludwig der Jüngere) (زادهٔ ۸۳۵- مرگ ۲۰ ژانویه ۸۸۲) دومین پسر لوئی ژرمن بود. او از ۸۷۶ پادشاه زاکسن گشته‌بود. برادر بزرگ او کارلمان هم از ۸۸۰ پادشاه بایرن بود.
او در ۸۸۲ درگذشت و در پی آن بیشتر سرزمین‌های زیر فرمان او از جمله فرانک خاوری به برادر کوچکترش شارل فربه رسید.